# Animal Rights
Animal Rights – czwarty album studyjny Moby’ego. W Europie wydany 1 września 1996 roku przez Mute Records. Do niektórych kopii dołączona była bonusowa płyta Little Idiot z utworami instrumentalnymi. W 1997 roku album został wydany w Stanach Zjednoczonych przez Elektra Records; ta edycja albumu zawierała dodatkowe piosenki.
W porównaniu do poprzednich albumów, na Animal Rights Moby zrezygnował z muzyki elektronicznej na rzecz rocka. 

## Lista utworów

### Wersja europejska
1. „Now I Let It Go” – 2:08
2. „Come On Baby” – 4:39
3. „Someone To Love” – 2:51
4. „Heavy Flow” – 1:53
5. „You” – 2:33
6. „My Love Will Never Die” – 4:32
7. „Soft” – 3:57
8. „Say It's All Mine” – 6:04
9. „That's When I Reach For My Revolver” – 3:55
10. „Face It” – 10:02
11. „Living” – 6:59
12. „Love Song For My Mom” – 3:40

#### Little Idiot
1. „Degenerate” – 3:25
2. „Dead City” – 4:54
3. „Walnut” – 3:07
4. „Old” – 5:06
5. „A Season In Hell” – 4:02
6. „Love Song For My Mom” – 3:43
7. „The Blue Terror Of Lawns” – 3:23
8. „Dead Sun” – 3:44
9. „Reject” – 18:28

### Wersja amerykańska
1. „Dead Sun” – 3:41
2. „Someone To Love” – 3:09
3. „Heavy Flow” – 1:56
4. „You” – 2:33
5. „Now I Let It Go” – 2:09
6. „Come On Baby” – 4:30
7. „Soft” – 3:54
8. „Anima” – 2:26
9. „Say It's All Mine” – 6:04
10. „That's When I Reach For My Revolver” – 3:55
11. „Alone” – 10:46
12. „Face It” – 10:00
13. „Old” – 3:07
14. „Living” – 6:59
15. „Love Song For My Mom” – 3:44
16. „A Season In Hell” – 3:59

## Notowania
| Rok  | Lista                 | Pozycja |
| ---- | --------------------- | ------- |
| 1997 | Billboard Heatseekers | 31      |

## Wykonawcy
- Moby – gitara, gitara basowa, instrumenty klawiszowe, perkusja[7]
- Hahn Rowe – skrzypce